# Silverland : La Cité de glace
Pour le roman de Mary Mapes Dodge, voir Les Patins d'argent.
Pour plus de détails, voir Fiche technique et Distribution.
Silverland : La Cité de glace (Serebrianye konki) est un film de Noël romantique russe et d'aventure historique réalisé par Michael Lockshin, sorti en 2020,.
Il s'agit de l'adaptation du roman américain homonyme de Mary Mapes Dodge, publié en 1865.

## Synopsis
Noël 1899, Saint-Pétersbourg. Les rivières et les canaux gelés de la capitale regorgent d'activités festives.
Dans cette gigantesque cité de glace, Matveï et Alissa côtoient des univers bien différents. Il est issu d'une famille pauvre, vole aux plus riches pour survivre ; elle est la fille d'un ministre tsariste et fréquente les élites.
Alors que tout semble les opposer, ils se rencontrent et sont irrépressiblement attirés l'un par l'autre. Ensemble, ils défient les règles et se précipitent à la poursuite de leurs rêves.

## Fiche technique
Sauf indication contraire, les informations mentionnées dans cette section peuvent être confirmées par la base de données cinématographiques IMDb,  présente dans la section « Liens externes ».
- Titre français : Silverland : La Cité de glace ou Les Patins d'argent[3]
- Titre original : Серебряные коньки, Serebryanyye konki
- Réalisation : Mikhaïl Lokchine
- Scénario : Roman Kantor
- Photographie : Igor Griniakin
- Musique : Guy Farley
- Décors : Aleksandre Zagoskin, Tatiana Patrakhaltseva, Galina Solodovnikova
- Sociétés de production : Kinoslovo, Studio Trite, Central Partnership, Gazprom-Media, KIT Film Studio
- Société de diffusion : Condor Entertainment (France)
- Pays de production :  Russie
- Langue de tournage : russe, français
- Format : Couleurs - 2,35:1
- Durée : 136 minutes
- Genre : film romantique et d'aventure historique
- Dates de sortie :
  - Russie : 1er octobre 2020 (Festival de Moscou 2020), 10 décembre 2020 (en salles)
  - Canada : 16 juin 2021 (vidéo à la demande)
  - France: 1er septembre 2021 (DVD)

## Distribution
- Fiodor Fedotov : Matveï Polyakov
- Sonia Priss (ru) : Alissa Vyazemskaya
- Alexeï Gouskov : Nikolaï Vyazemsky, le père d'Alissa
- Iouri Kolokolnikov : le grand-duc
- Severija Janušauskaitė : Severina Genrikhovna, la belle-mère d'Alissa
- Kirill Zaïtsev (ru) : le comte Arkadi Trubetskoy, membre de l'Okhrana et prétendant d'Alissa
- Iouri Borissov : Alex Tarasov, chef de la Guilde, un groupe de pickpockets œuvrant en patins à glace
- Denis Lavant : Fourier, l’illusionniste
- Ludovic Paquin: le touriste français de la gare

## Distinctions

### Récompenses
- 33e cérémonie des Nika : meilleur montage, meilleurs décors et meilleurs costumes
- 20e cérémonie des Aigles d'or : meilleur film, meilleur scénario, meilleure photographie, meilleure direction artistique, meilleurs costumes et meilleur montage

### Nominations
- 33e cérémonie des Nika : meilleur acteur dans un second rôle pour Iouri Borissov ; meilleure photographie ; révélation de l'année pour Mikhaïl Lokchine
- 20e cérémonie des Aigles d'or : meilleur réalisateur ; meilleur acteur dans un second rôle pour Alexeï Gouskov ; meilleure actrice dans un second rôle pour Severija Janusauskaite ; meilleur son